# 合庆镇

合庆镇政府

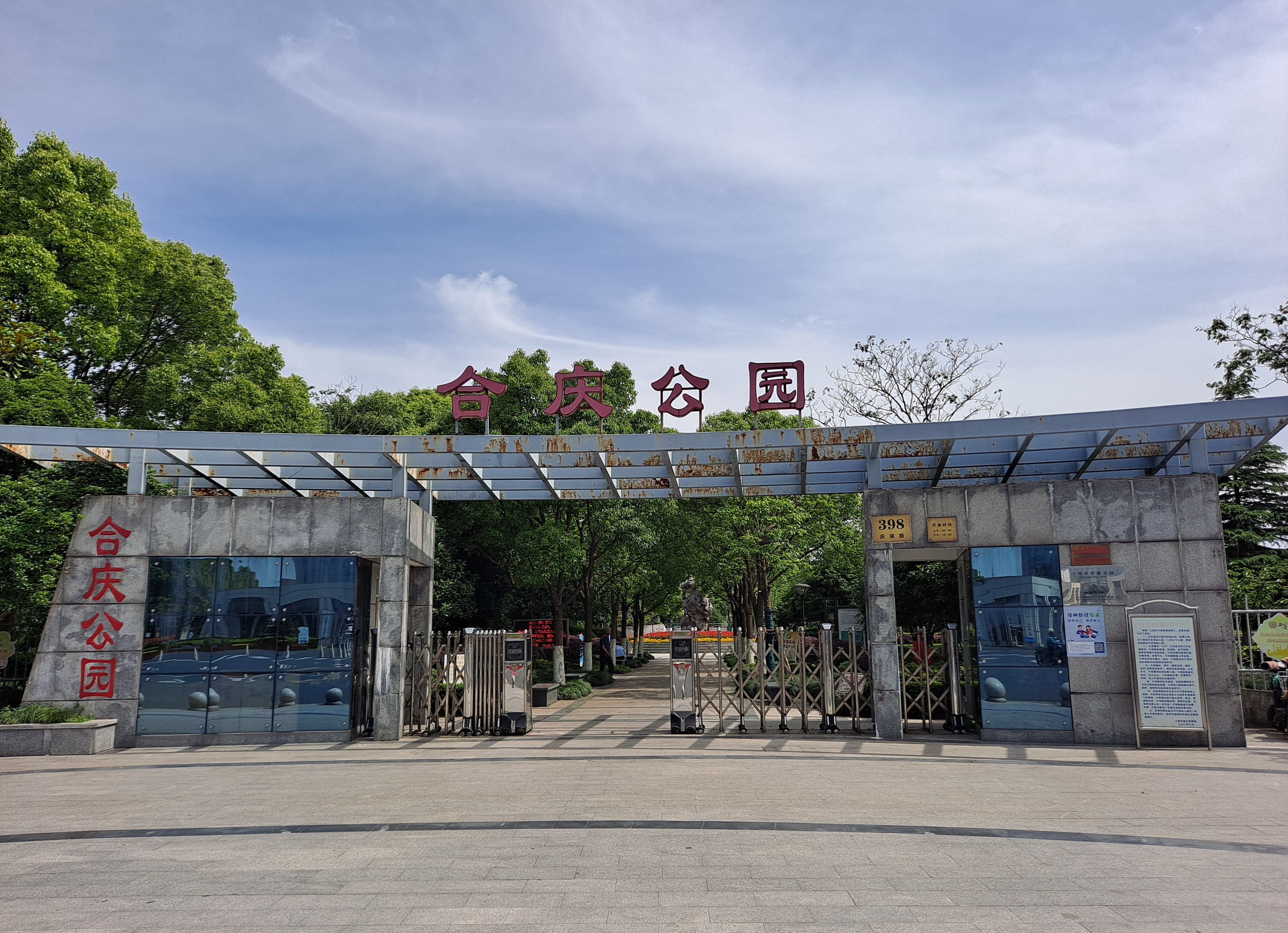
合庆公园

合庆镇是中国上海市浦东新区下辖的一个镇。面积41.97平方公里。户籍人口6万人（2018年9月），由合庆和蔡路合并而来，基本是张家浜，浦东运河，川杨河和东海合围的规则区域。镇政府位于庆荣路。1949年12月時一度成立合慶區人民政府。

## 行政区划
合庆镇下辖合庆镇居委会、蔡路镇居委会、胜利居委会、庆南居委会、益华居委会、庆东居委会、向东村村委会、前哨村村委会、朝阳村村委会、勤奋村村委会、向阳村村委会、共一村村委会、奚家村村委会、庆丰村村委会、庆星村村委会、红星村村委会、跃丰村村委会、永红村村委会、东风村村委会、直属村村委会、海塘村村委会、建光村村委会、勤昌村村委会、春雷村村委会、友谊村村委会、青四村村委会、青三村村委会、大星村村委会、蔡路村村委会、勤益村村委会、益民村村委会、跃进村村委会、华星村村委会、勤俭村村委会、营房村村委会。